# Dysyncritus lineatus
Dysyncritus lineatus är en insektsart som beskrevs av Goding. Dysyncritus lineatus ingår i släktet Dysyncritus och familjen hornstritar. Inga underarter finns listade i Catalogue of Life.